# Hymenophyllum alternatum
Hymenophyllum alternatum là một loài dương xỉ trong họ Hymenophyllaceae. Loài này được Fosberg mô tả khoa học đầu tiên năm 1950.
Danh pháp khoa học của loài này chưa được làm sáng tỏ. 